# Francesco Giangrandi
Francesco Giangrandi (Cotignola, 17 settembre 1948) è un politico italiano, presidente della Provincia di Ravenna dal 2001 al 2011.

## Biografia
È stato consigliere comunale di Cotignola (dal 1975 al 1983), membro della Giunta della Camera di Commercio (dal 1983 al 1987), consigliere provinciale (dal 1983 al 1993), socio fondatore della società d'area dei Comuni della Collina Faentina, del Centro Intermodale di Lugo e di Ravenna Capitale.

### Presidente della Provincia di Ravenna
È stato eletto Presidente della Provincia nel turno elettorale del 2001 (elezioni del 13 maggio), raccogliendo il 65,2% dei voti in rappresentanza di una coalizione di centrosinistra.
Fu sostenuto, in Consiglio provinciale, da una maggioranza costituita da:
- DS
- Margherita
- Rifondazione Comunista
- PRI
- Verdi

Il suo primo mandato amministrativo scadde nel 2006, ma al termine delle elezioni provinciali dello stesso anno venne confermato nel suo incarico con il 70,2% dei consensi.
Nella sua seconda esperienza alla guida del Consiglio provinciale è sostenuto da una maggioranza costituita da:
- L'Ulivo
  - DS
  - Margherita
- Rifondazione Comunista
- PRI
- PDCI

Il nuovo mandato amministrativo è scaduto nel 2011.